# Eka, Lillkyrka
Eka är en herrgård och före detta frälsegods vid Ekaviken i Mälaren, i Lillkyrka socken, Enköpings kommun. 
Godset var under 1400-talet sätesgård för den medeltida Ekaätten, övergick under 1500-talet till ätterna Thott och Färla, och ägdes mellan år 1600 och 1839 av friherrliga ätten Oxenstierna af Eka och Lindö inom vilken gården gick i arv i åtta generationer. 
Ekas manbyggnad är byggt cirka 1680 helt i trä, knappt ombyggt sedan dess och med bevarande den ursprungliga atmosfären

## Läs mera
- Ekaätten